# Litteraturåret 1913

## Händelser
- Januari – Den österrikisk-ungerske poeten Georg Trakls debutdiktsamling Gedichte utkommer på det nystartade, tyska bokförlaget Kurt Wolffs Verlag i Leipzig, inriktat på expressionistisk litteratur (även Franz Kafka utgavs av detta förlag).
- 14 februari – Samfundet De Nio bildas för att främja svensk litteratur. Till ledamöter utses bland andra Selma Lagerlöf och Ellen Key.

## Priser och utmärkelser
- Nobelpriset – Rabindranath Tagore, Indien[1]
- Kungliga priset – Robert Geete
- Tollanderska priset – Valfrid Vasenius och Bertel Gripenberg

## Nya böcker

### A – G
- Bland tomtar och troll av John Bauer[2]
- Carolus rex, drama i 4 akter av Walter Hülphers
- Den sofvande staden av Annie Åkerhielm
- Den talangfulla draken av Hjalmar Söderberg
- Det tredje budet av Walter Hülphers
- Dingo av Octave Mirbeau
- Domen av Franz Kafka
- En strid på Defvensö av Sigfrid Siewertz
- Från stigarna av Kerstin Hed (debutbok)
- Från öde gårdar av Gustav Hedenvind-Eriksson

### H – N
- Helga Wisbeck av Elin Wägner
- Loewenhistorier av Hjalmar Bergman

### O – U
- Ordkonst och bildkonst av Pär Lagerkvist
- Reconvalescentia av Gustaf Fröding (skriven 1908, utgiven postumt)
- Tyska utsikter av Vilhelm Ekelund
- Två sagor om livet av Pär Lagerkvist
- Tösen från Stormyrtorpet av Selma Lagerlöf[3]

### V – Ö
- Valda dikter av Vilhelm Ekelund
- Åt Häcklefjäll av Albert Engström

## Födda
- 26 februari – Hermann Lenz, tysk författare.
- 27 februari – Irwin Shaw, amerikansk författare.
- 25 mars – Birgitta Ek, svensk författare.
- 30 mars – Martin Söderhjelm, svensk skådespelare, regissör, dramaturg och författare.
- 8 april – Roland Schütt, svensk författare.
- 23 maj – Folke Mellvig, svensk författare och manusförfattare.
- 15 juni – Mårten Edlund, svensk författare och översättare.
- 12 juli – Sture Axelson, svensk författare och översättare.
- 21 augusti – Stig Bergendorff, svensk skådespelare, författare. regissör, manusförfattare, kompositör och textförfattare.
- 28 augusti – Robertson Davies, kanadensisk författare.
- 10 oktober – Claude Simon, fransk författare, nobelpristagare 1985.
- 11 oktober – Lil Yunkers, svensk sångare, journalist och författare.
- 7 november – Albert Camus, fransk författare, nobelpristagare 1957.
- 2 november – Lillie Björnstrand, svensk skådespelare och författare.

## Avlidna
- 2 februari – Hans Hildebrand, 70, svensk ledamot av Svenska Akademien 1895–1913.
- 24 februari – Anna Hamilton-Geete, 64, svensk författare och översättare.
- 24 maj – Erland Lagerlöf, 58, svensk skolman, översättare och författare.
- 4 juni – Harald Jacobson, 50, svensk poet.
- 10 augusti – Johannes Linnankoski, 43, finländsk författare, dramatiker och diktare.
- 28 november – Richert Vogt von Koch, 74, svensk militär och författare.

### Fotnoter
1. ↑  ”Nobelpriset i litteratur”. https://www.nobelprize.org/prizes/lists/all-nobel-prizes-in-literature/. Läst 20 mars 2011.
2. ↑  Sverige 1900-talet – Från kungatavla till idolposter, NE, Bra Böcker, 2000
3. ↑  ”Selma Lagerlöfs böcker”. Arkiverad från originalet den 27 augusti 2011. https://web.archive.org/web/20110827002154/http://selmalagerlof.org/bocker.html. Läst 12 april 2011.